# 永井義雄
永井義雄（ながい よしお、1931年11月25日 - ）は、日本の経済学史学者、名古屋大学名誉教授。経済学史・社会思想史専攻。
名古屋大学経済学部教授を経て、一橋大学社会科学古典資料センター教授を務めた。ロバート・オウエン、ベンサムを中心として英国社会思想を研究する。

## 略歴
愛知県生まれ。1954年3月名古屋大学経済学部卒業、1959年名古屋大学大学院経済学研究科博士課程満了。同年名古屋大学経済学部助手任官。水田洋に師事。1961年名古屋市立女子短期大学講師、1963年名古屋市立女子短期大学講師、同年「イギリス急進主義の研究」で名大経済学博士。1965年金沢大学教養部助教授、1975年同教授、1981年名古屋大学経済学部教授、1983年金沢大学教授併任（名古屋大学経済学部併任）、1984年名古屋大学経済学部教授。1990年古賀英三郎教授の任期満了退任後、一橋大学社会科学古典資料センター教授に就任。1994年名古屋大学名誉教授、1995年一橋大定年退職、後任は渡会勝義。同年関東学院大学経済学部教授。2002年同定年退職。

## 著書
- イギリス急進主義の研究 空想的社会主義の成立 御茶の水書房、1962.
- ロバート・オーエン試論集 非政治的解放理論の構造 ミネルヴァ書房、1974.
- 人類の知的遺産 44.ベンサム  講談社、1982.7.
- ロバアト・オウエンと近代社会主義 ミネルヴァ書房、1993.6.
- イギリス近代社会思想史研究 未来社、1996.2.
- 自由と調和を求めて ベンサム時代の政治・経済思想 ミネルヴァ書房、2000.5. Minerva人文・社会科学叢書
- 近代的理念の移入と屈折 日本と東南アジアにおける西欧近代 白桃書房、2002.3. KGU叢書
- ベンサム 研究社、2003.3. イギリス思想叢書

## 共編著
- 経済学史概説 危機と矛盾のなかの経済学 編著. ミネルヴァ書房、1992.7.
- マルサス理論の歴史的形成 柳田芳伸、中澤信彦共編. 昭和堂、2003.6.
- マルサス人口論の国際的展開 19世紀近代国家への波及 柳田芳伸共編 昭和堂、2010.12.

## 翻訳
- 穀物不足にかんする思索と詳論　エドマンド・バーク　世界大思想全集 河出書房、1957.
- 古典政治経済学と資本主義 ロンルド・L.ミーク 水田洋共訳 ミネルヴァ書房、1959. 社会科学選書
- ラナーク州への報告　ロバート・オーエン 鈴木幹久共訳  世界大思想全集 河出書房新社、1959.
- 市民的自由 リチャード・プライス 未来社 1963. 社会科学ゼミナール
- 功利主義 J・S・ミル 水田珠枝共訳

河出書房新社、1964. (世界思想教養全集 第6 イギリスの近代政治思想) 、新版1972、オンデマンド版2005「世界の大思想28　ミル」
- 祖国愛について プライス 未来社、1966. 社会科学ゼミナール
- 社会主義論集 ミル　水田洋共訳 世界の大思想：河出書房新社、1967.
- イギリス労働史研究 エリック・ホブズボーム 鈴木幹久共訳、ミネルヴァ書房、1968.
- マルサス 人口論　世界の名著 中央公論社、1969。中公文庫、1973、改版2019
- オーエン 社会制度論　世界の名著 中央公論社、1969
- アダム・スミスの政治学 歴史方法論的改訂の試み D.ウィンチ 近藤加代子共訳 ミネルヴァ書房、1989.1.
- ベンサム J.R.ディンウィディ 近藤加代子共訳 日本経済評論社、1993.6.
- 立法者の科学 デイヴィド・ヒュームとアダム・スミスの自然法学 クヌート・ホーコンセン 鈴木信雄、市岡義章共訳 ミネルヴァ書房 2001.7(Minerva人文・社会科学叢書)
- フェミニズムの古典と現代 甦るウルストンクラフト アイリーン・ジェインズ・ヨー編 梅垣千尋共訳 現代思潮新社、2002.2.
- かの高貴なる政治の科学 19世紀知性史研究 S.コリーニ, D.ウィンチ、J.バロウ 坂本達哉、井上義朗共訳 ミネルヴァ書房、2005.7. (Minerva人文・社会科学叢書)

## 参考
- 『経済系』関東学院大学経済学会193（永井義雄教授定年記念号）, 1-150,肖像巻頭1枚, 1997-10